# Kakeru Higuchi
Kakeru Higuchi (樋口 叶 Higuchi Kakeru?), född 23 april 2001 i Kumamoto prefektur, är en japansk fotbollsspelare.
Higuchi började sin karriär 2020 i Roasso Kumamoto.